# 丹寨秃茶
丹寨秃茶（学名：Camellia danzaiensis）是山茶科山茶属的植物。分布于中国大陆的贵州等地，属中国原产的植物（非从国外引种）。